# Старосвітські батюшки та матушки
«Старосвітські батюшки та матушки» — повість українського письменника Івана Нечуя-Левицького — багатоплановий твір про світське життя священиків, написаний в гумористичному ключі. Повість написана у 1881 р., надрукована у 1884—1885 рр. в російському перекладі в «Киевской старине», а в 1888 р. мовою оригіналу — в журналі «Зоря».

## Ідейно-тематичний зміст
Відповідно до власної настанови відображати в художній літературі життя усіх прошарків українського суспільства І. Нечуй-Левицький не оминає і представників духовенства.
Життя і побут духовенства були добре відомі письменнику. Батько І. Нечуя-Левицького був священиком і численна рідня теж була пов'язана з цим суспільним станом. Крім того, письменник здобув вищу духовну освіту.
І. Нечуй-Левицький у листі до Олександра Кониського визначив ідейну сутність повісті як антиклерикальну. На його думку, саме «молоде» духівництво спричинило появу в Україні шкідливого для православної віри сектантства, стало винуватцем релігійної кризи.
Письменник у повісті «Старосвітські батюшки та матушки» порушив тему розколу між народом та інтелігенцією. «Перші сліди цієї безодні, — зауважував С. Єфремов, ─ зарисував автор у гарних побутових нарисах із життя сільського духовенства „Старосвітські батюшки та матушки“, де виразно вже позначилися ті умови, що порізнили народ з духовенством і довели їх потім до войовничого антагонізму…»
За словами О. Білецького «духовні пастирі» не могли внести в «темне царство» народного життя «якийсь промінь світла», оскільки кожен із батюшок — чи «старосвітський» Моссаківський, чи «новітній» Балабуха — є лише представниками «релігійного ремесла».
У повісті розкривається думка про змізерніння людської душі, про згубність розладу з живими потребами народу, про явища морального занепаду серед духовного стану. Художньо осмислюючи життя і побут не тільки духівництва, а й самого українського народу, письменник глибоко замислюється над проблемою ставлення до Бога і релігії, над необхідністю наближення до них. Показавши позбавлене духовних цінностей життя священиків, автор порушив проблеми філософського порядку ─ питання сенсу життя і пошуку щастя.

## Сюжет
Повість «Старосвітські батюшки та матушки» — це своєрідна сімейна хроніка. І. Нечуй-Левицький назвав її «біографічною повістю», або «повістю двох родин». Твір складається з десяти розділів і віддзеркалює одноманітне, вписане у вузькі побутові рамки життя: попівський похорон, вибори на парафію, сватання, старосвітські й «новомодні» весілля, родини, хрестини, розгульні Різдвяні й Великодні свята, господарські клопоти. Все це пересипано численними живими діалогами й комічними сценами.
У центрі повісті — історії життя двох попівських родин — Моссаківських і Балабух, які представляють два напрямки в українському духовенстві: традиційний та «новомодний».
Зображуючи існування-животіння обох духовно убогих пастирів, письменник ставиться до них із сумною поблажливістю, максимально використовуючи гумористичні можливості ситуацій, в які потрапляють герої. Іноді гумор переходить в сатиру, найчастіше у зображенні «новомодних» панотців. Але сміх у творі не злий, часто це «сміх крізь сльози». В його основі лежить усвідомлення митцем недосконалості світу і людини в ньому.
Події у повісті розгортаються так. Після смерті старого Моссаківського сільська громада Карапишів обирає на вільшанську парафію одного з трьох синів священика — Харитона. Харитін закохується в попівну з села Чайки і сватається до неї. Онися йде за покликом серця, погоджується на одруження. Харитін сумлінно служить громаді, поважає простих людей, кумається з ними.
І. Нечуй-Левицький, змальовуючи в перших розділах Онисю і Харитона позитивно, надалі показує їх метаморфозу (особливо Онисі). Онися з юної жартівниці-красуні поступово перетворюється на суху, невгамовну, сварливу і зажерливу попадю. Її побоюється навіть власний чоловік. Вона карає наймитів батогом, переслідує втікачку-робітницю, свариться з дочкою та зятем. Отець Харитін, будучи людиною непоганою, але надто слабкою і нерішучою, не знаходить в собі сили вчинити опір дружині, котра постійно вимагає грошей. Він підвищує плату за треби. Накладає свій відбиток також неосвіченість та обмеженість Харитона. Під час архієрейської перевірки вільшанської церкви з нього знімають ризи, архієрей грубо лає його за те, що «книги несправні й сама церква занедбана». Невдовзі після цих подій о. Харитін, не витримавши психологічного навантаження, помирає.
Паралельно розгортається історія життя Балабухів. Наука в академії набридла Балабусі і він вирішив оженитися ─ сватається до Онисі, але отримує гарбуза. Дізнавшись про заручини Онисі з Харитоном, хоче забрати в останнього вільшанську парафію. Але на заваді стає громада. Однак бажання зайняти вигідну посаду не залишає Балабуху. «Вченість» дає змогу зробити йому досить успішну кар'єру ─ отримує чин благочинного. Балабуха одружується з Олесею. Скрутні обставини існування родини виштовхують Олесю заміж за Балабуху, якого вона не кохає. Це стає джерелом її страждань, постійних пошуків об'єктів для кохання. Така поведінка Олесі робить Балабуху нещасливою людиною, зрадженим чоловіком.

## Персонажі
Харитін Моссаківський — представник традиційного, «патріархального» духовенства. Скромний, демократичний, але позбавлений внутрішнього стрижня. Не може вирватись зі свого оточення, приймає введення додаткової праці на користь церкви та бере підвищену платню за треби.
До Моссаківського подібні більшість зображених у повісті священиків це в цілому непогані, але досить обмежені люди. Вони живуть ніби за інерцією, задовольняючись простими радощами життя: всмак випити і попоїсти.
Онися — дружина Харитона Моссаківського. Вона морально деградує ─ із дотепної та вродливої дівчини перетворюється на корисливу, сварливу, владолюбну, дріб'язкову і навіть деспотичну жінку. Онися затемна будить наймитів, б'є їх батогом. Пізніше, ставши вдовою, постійно лається з донькою та зятем. У процесі моральної деградації марніє та зникає краса Онисі.
Марко Балабуха — представник «новомодного» духовенства. Недовчений «академіст», невіглас, пихатий і брутальний кар'єрист, грубий, часто карикатурний. Займає посаду благочинного. Похмура постать благочинного відтіняється нещасливим сімейним життям. Він любить легковажну дружину, страждає від її поведінки, прощає зради. Це надає його образу трагікомічного відтінку.
Олеся — дружина Балабухи. Походить зі шляхетської родини, легковажна і романтична. Сірість та монотонність життя штовхають її на пошуки щастя, справжнього кохання, яке вона так і не змогла пережити.

## Значення в українській літературі
Зображуючи непривабливі реалії церковного та навколоцерковного життя в українському суспільстві, І. Нечуй-Левицький не лише продовжив традицію української літератури XVII─XVIII ст., а й талановито пожвавив її, залишивши помітний і самобутній слід в українській літературі.
У повісті «Старосвітські батюшки та матушки» письменник першим в українській літературі порушив тему розколу між народом та інтелігенцією, передбачивши процеси (розкол православної віри, поява сектантства, прояви атеїзму), які й досі здебільшого позитивно відгукуються в житті українського народу.
Повість «Старосвітські батюшки та матушки» ─ витвір зрілого митця. Порівняно з ранніми, всім відомими творами «Микола Джеря», «Кайдашева сім'я» письменник вже виробив свій самобутній стиль, підвищив і збагатив майстерність. Повість багата на широке використання народної пісенної творчості, колоритних пейзажів, інтер'єрів, екстер'єрів, вдалих метафор та порівнянь, засобів контрасту, гумористичних сцен й епізодів. У «Старосвітських батюшках та матушках» спостерігаємо вже новий тип гумору ─ модерний, інтелектуальний, більш віддалений від народної сміхової культури. Часто це «сміх крізь сльози», який зрідні гоголівському. Гумористична складова вплинула на творчість багатьох письменників наступних поколінь, зокрема В. Винниченка, М. Хвильового, М. Куліша, О. Вишню та ін.